# Hydropsyche impula
Hydropsyche impula là một loài Trichoptera trong họ Hydropsychidae. Chúng phân bố ở miền Tân bắc.